# Ridvan Öncel
Ridvan Öncel (Çankaya, 21 febbraio 1997) è un cestista turco.

## Palmarès
- Coppa del Presidente: 1

Anadolu Efes: 2024